# Landelles-et-Coupigny
Landelles-et-Coupigny (Ausspracheⓘ) ist eine französische Gemeinde mit 827 Einwohnern (Stand: 1. Januar 2022) im Département Calvados in der Region Normandie; sie gehört zum Arrondissement Vire und zum Kanton Vire Normandie. Die Einwohner werden Landellais genannt.

## Geographie
Landelles-et-Coupigny liegt etwa 26 Kilometer südsüdöstlich von Saint-Lô und etwa 56 Kilometer südwestlich von Caen. An der nordwestlichen Gemeindegrenze verläuft das Flüsschen Drôme. Sein Zufluss Cunes durchquert das Gemeindegebiet. Umgeben wird Landelles-et-Coupigny von den Nachbargemeinden Sainte-Marie-Outre-l’Eau und Pont-Bellanger im Norden, Saint-Martin-Don im Nordosten, Beaumesnil und Le Mesnil-Robert im Osten, Le Mesnil-Benoist im Südosten, Le Mesnil-Caussois und Sept-Frères im Süden sowie Morigny und Saint-Vigor-des-Monts im Westen.

## Geschichte
1973 wurde die Kommune Annebecq in die heutige Gemeinde als Commune associée eingegliedert. Die vollständige Fusion fand im Jahre 2015 statt.

## Bevölkerungsentwicklung
| Jahr                       | 1962 | 1968 | 1975 | 1982 | 1990 | 1999 | 2006 | 2019 |
| Einwohner                  | 908  | 813  | 903  | 875  | 802  | 838  | 823  | 841  |
| Quellen: Cassini und INSEE |      |      |      |      |      |      |      |      |

## Sehenswürdigkeiten
- Kirche Saint-Pierre aus dem 17./18. Jahrhundert, Monument historique[4]
- Kirche Saint-Martin aus dem 15. Jahrhundert in Annebecq
- Kapelle Saint-Ortaire aus dem 19. Jahrhundert
- Kapelle Notre-Dame-de-Consolation
- Wassermühle aus dem Jahr 1664

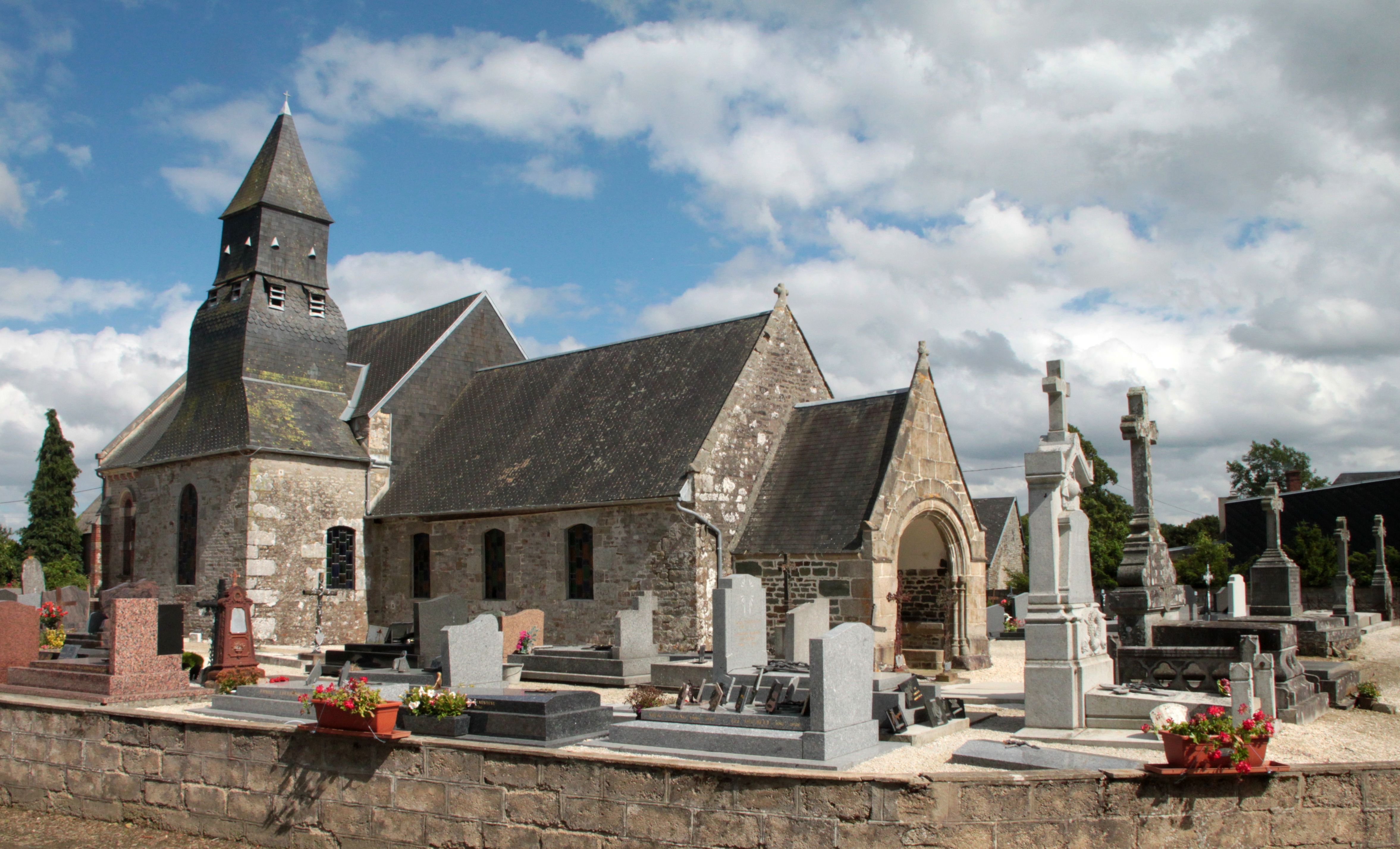
Kirche Saint-Martin
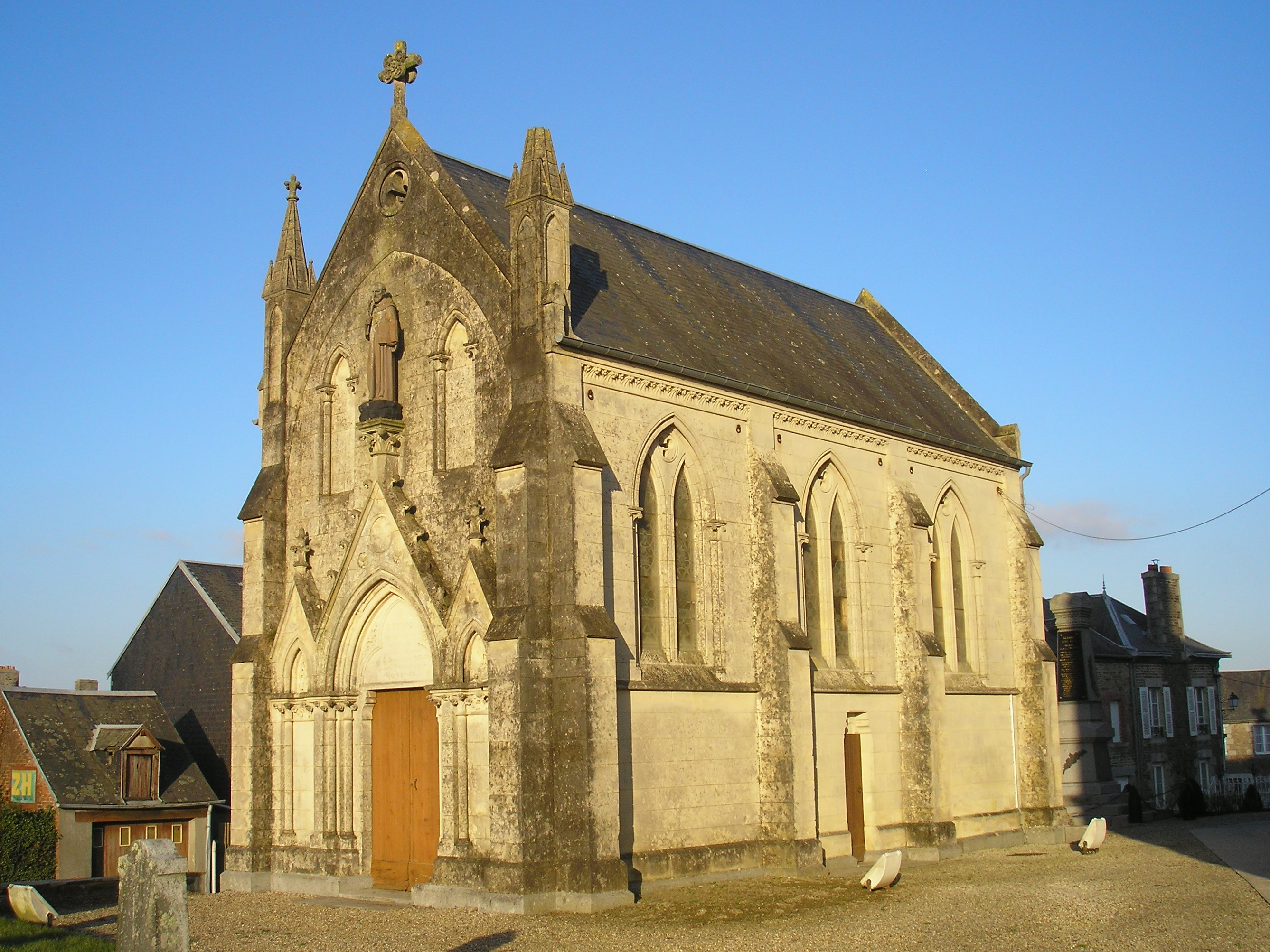
Kapelle Saint-Ortaire

## Gemeindepartnerschaft
Mit der deutschen Gemeinde Niederdorfelden in Hessen besteht seit 1973 eine Partnerschaft.